# 格伦-莱宾
格伦-莱宾（德語：Göhren-Lebbin）是德国梅克伦堡-前波美拉尼亚州的市镇，隶属于梅克伦堡湖区县。总面积为32.24平方千米，截至2023年12月31日总人口为695人。